# Pelagornis
Pelagornis è un genere estinto di uccello marino odontopterygiforme dall'ampio areale molto diffuso. Questi uccelli sono parenti stretti dei moderni pellicani e cicogne, ma tale classificazione è tuttora incerta per questo vengono classificati all'interno dell'ordine degli odontopterygiformi, per tenere conto di questa incertezza tassonomica.

## Descrizione

### Dimensioni

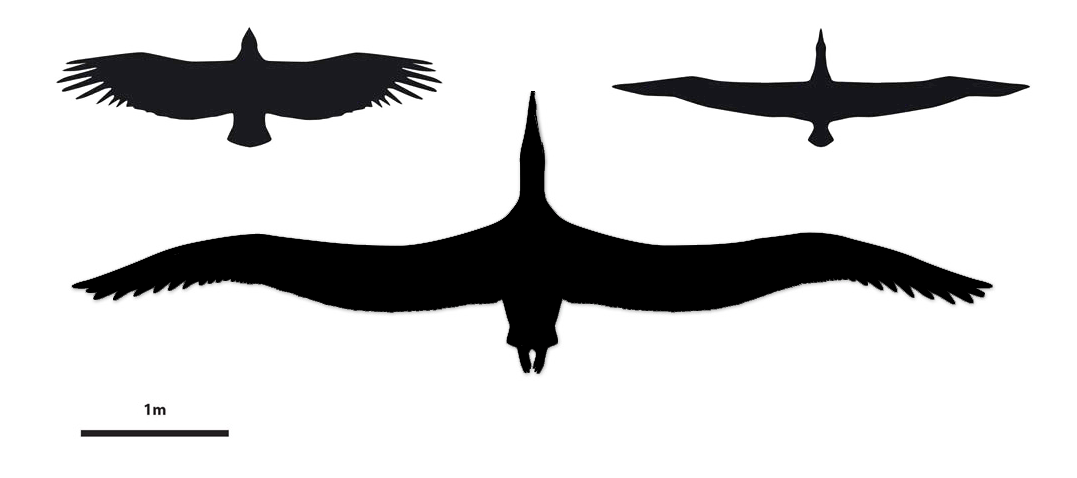
Dimensioni di P. sandersi (in basso) a confronto con due uccelli moderni: condor andino (a sinistra) e Albatro reale del Sud (a destra)

Il genere Pelagornis comprende i più grandi uccelli che abbiano mai solcato i cieli, tanto da arrivare a competere in termini di dimensioni con i grandi pterosauri del Mesozoico come Quetzalcoatlus e Hatzegopteryx. La specie più grande P. sandersi sfoggiava un'apertura alare compresa tra i 6,1 e i 7,4 m (20 e i 24 ft). Se tali dimensioni fossero corrette il P. sandersi sarebbe di diritto il più grande uccello che abbia mai solcato i cieli, con un'apertura alare due volte più grande di quella dell'uccello moderno volante con l'apertura alare più grande, l'albatro urlatore, che come Pelagornis è un uccello marino.
Questo nuovo record di Pelagornis, ruba il titolo di più grande uccello mai esistito ad un altro uccello estinto che fino alla scoperta di P. sandersi deteneva tale record: Argentavis magnificens, un gigantesco rapace imparentato con i moderni avvoltoi, che vantava un'apertura alare (senza piume) di ben 4 metri (13.1 ft), mentre il P. sandersi lo superava di 1,2 metri (4 piedi). Tuttavia i due uccelli vissero in due periodi diversi e mentre il P. sandersi dominava le coste durante l'Oligocene, l'Argentavis dominava sulle pianure e le montagne del tardo Miocene.
Anche le altre specie mostrano delle notevoli dimensioni: alcuni esemplari della specie tipo, P. miocaenus, potevano raggiungere un'apertura alare di ben 5 metri (16 ft), superando in dimensioni anche l'affine Osteodontornis.
Questi uccelli avevano una strana fisionomia che ricordava vagamente quella dei moderni albatri: il corpo era relativamente piccolo e le ali erano sproporzionatamente lunghe e strette. Le zampe, probabilmente palmate, erano corte e tozze e probabilmente conferivano all'animale un'andatura buffa e impacciata quando era a terra. È stato stimato che l'animale era in grado di volare fino a 60 km/h (37 mph).

### Cranio

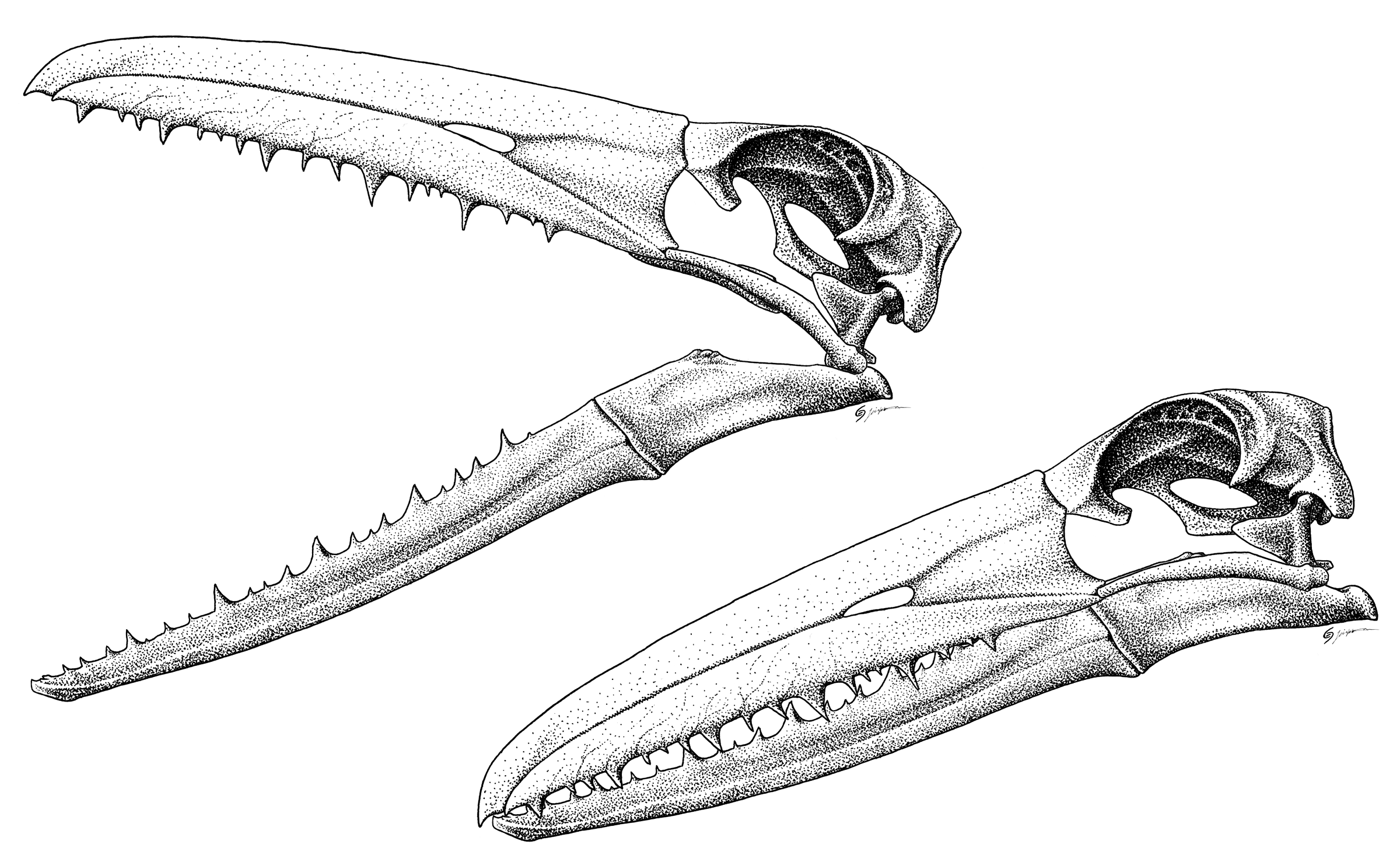
Ricostruzione del cranio di P. sandersi

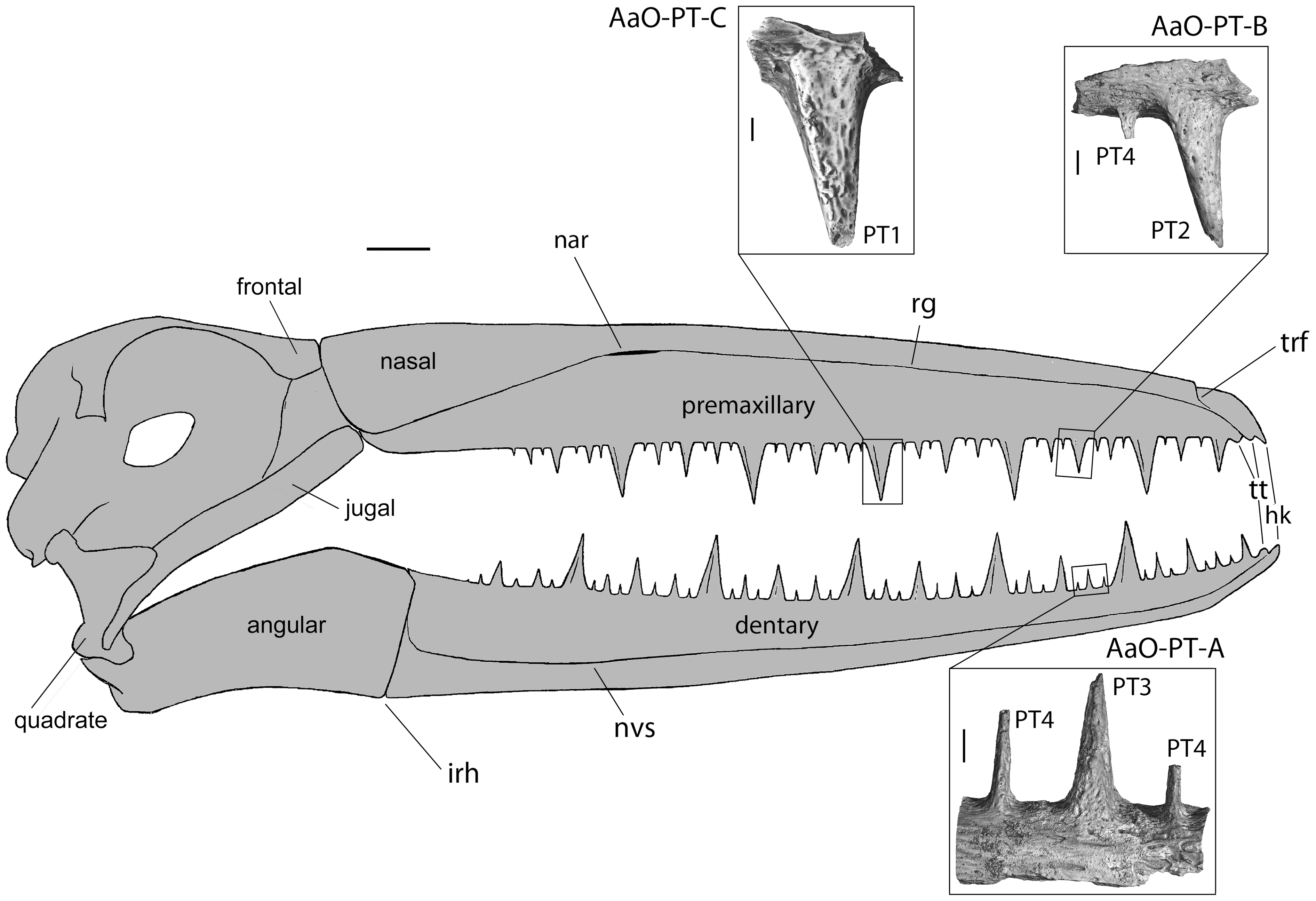
Diagramma del cranio di P. mauretanicus

Il cranio del Pelagornis era molto diverso da quello di molti uccelli marini. In P. miocaenus il cranio misurava circa 40 centimetri (16 in). A differenza del contemporaneo Osteodontornis, ma come nelle vecchie forme come Pseudodontornis, il becco del Pelagornis era provvisto di denti che correvano lungo tutto il suo margine dando al suo becco l'aspetto di una sega. I denti erano ben distanziati e si alternavano per dimensioni: ogni due denti più grandi ve ne era uno più piccolo.

### Autapomorfie
Il Pelagornis differiva da Dasornis e il più piccolo contemporaneo Odontopteryx nel non avere dei forami pneumatici nella fossa pneumotricipitale dell'omero, presentando invece un unico sito di ancoraggio all'osso da parte del muscolo dorsale, invece di due segmenti distinti, e nessun rilievo di legamento collaterale ventrale per il fissaggio sull'ulna. Un'ulteriore differenza tra Odontopteryx e Pelagornis si trova nel tarsometatarsus: in quest'ultima, vi è una profonda fossa sull'alluce nel primo osso metatarsale, mentre la sua mezza punta trochlea non è vistosamente espansa in avanti. In Pelagornis, le ghiandole del sale all'interno delle orbite erano estremamente grandi e ben sviluppate. Da alcuni pezzi d'omero, del campione LACM 127.875, rinvenuti nella Formazione Pittsburg Bluff, datata tra l'Eocene e l'Oligocene, e situata vicino Mist, nell'Oregon (USA), si è scoperto che P. miocaenus differisce in un tuberosità esterna che non molto estesa e che è separata dal gomito da una depressione più ampia.

## Classificazione

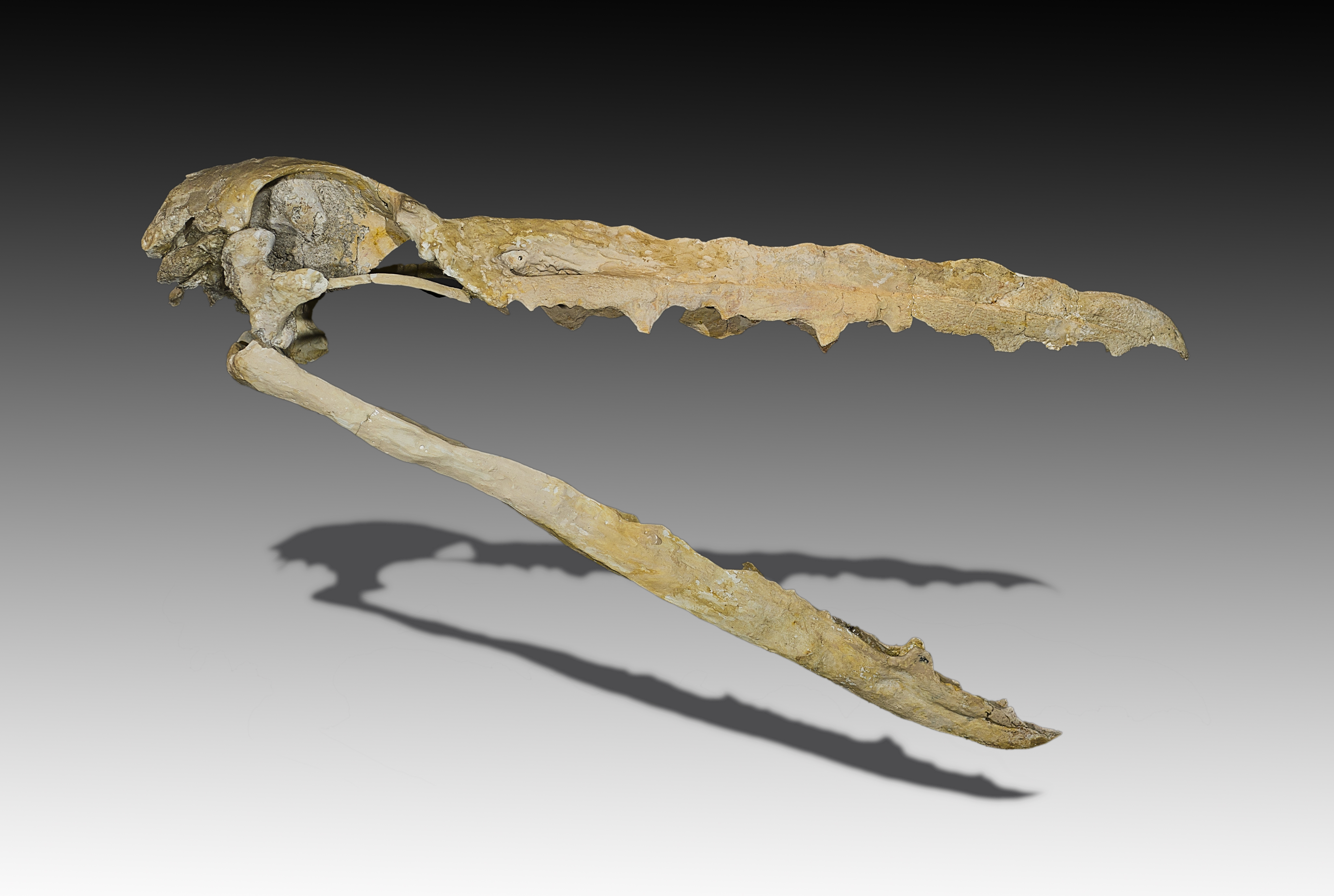
Cranio di P. mauretanicus

Attualmente sono state descritte formalmente ben quattro specie di Pelagornis, ma potrebbero esserci altri uccelli pseudodonti conosciuti per materiali parziali, che potrebbero appartenere al genere Pelagornis. Le specie conosciute sono:
- Pelagornis miocaens: è la specie tipo, risalente al'Aquitaniano periodo del Miocene inferiore, da sedimenti fossili presso Armagnac, Francia. Il campione originale di P. miocaenus è composta da un omero parziale, grande quasi come un omero umano. Il nome completo dell'animale significa letteralmente "uccello pelagico del Miocene" ed è stato considerato "il nome più privo di fantasia mai applicato ad un fossile", secondo Storrs L. Olson.[8] Inizialmente si credeva che l'animale fosse imparentato con i moderni albatro, ma successivamente fu avvicinato ai pelecaniformi, insieme a pellicani, cormorani e sule, prima di essere nuovamente classificato come un'odontopterygia.[9]
- Pelagornis mauretanicus: è la seconda specie descritta ufficialmente, nel 2008. La specie è una delle più recenti del genere e una delle più distintive. I suoi resti fossili risalgono a circa 2,5 milioni di anni fa, dal Gelasiano (Pliocene superiore/Pleistocene inferiore), e sono stati ritrovati nei depositi presso Ahl al Oughlam, in Marocco.[10]

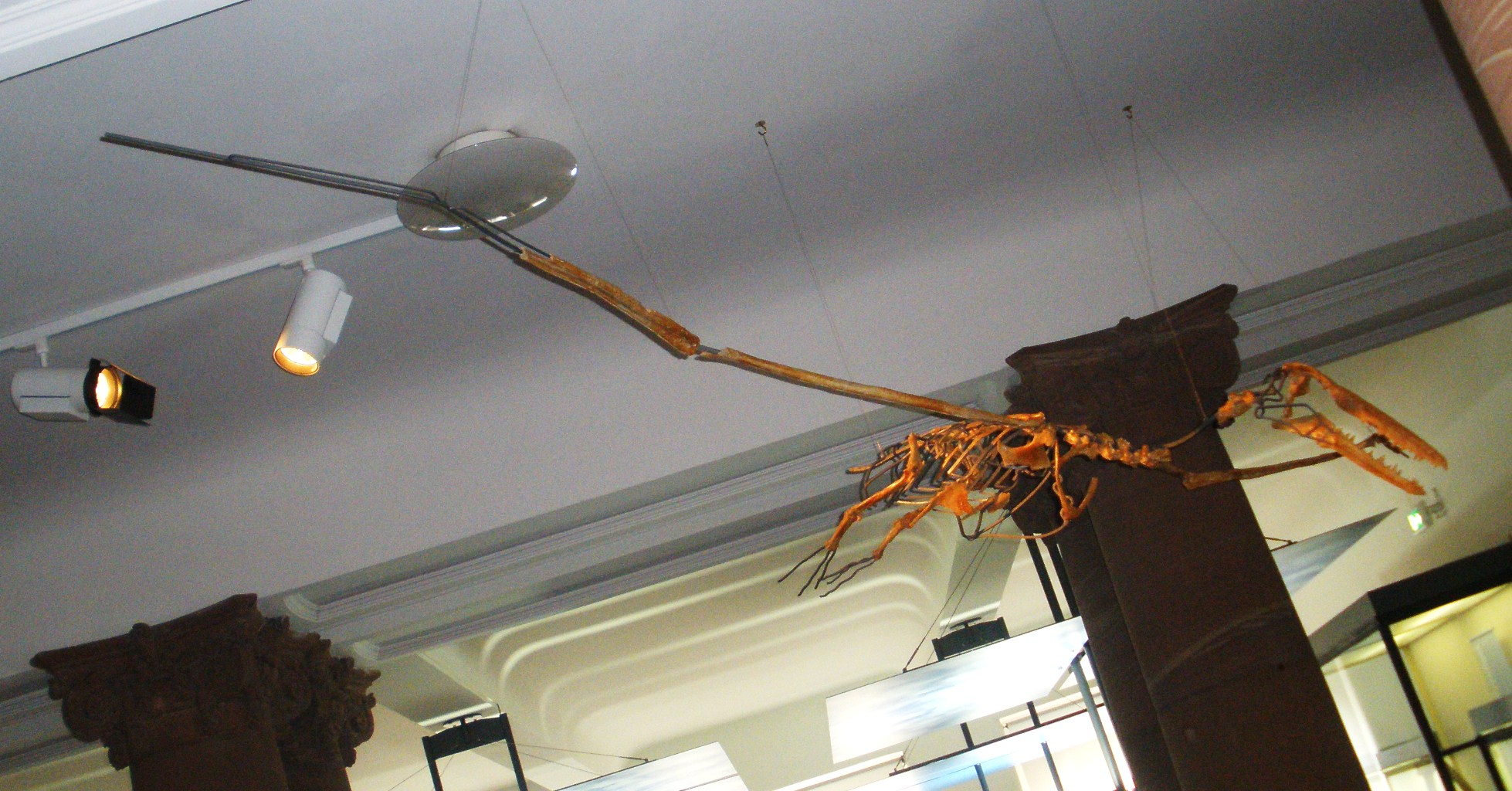
Scheletro parziale di P. chilensis

- Pelagornis chilensis: è la terza specie descritta ufficialmente, nel 2011. I suoi resti sono stati ritrovati nei depositi fossiliferi del Cile.
- Pelagornis sandersi: è la quarta e ultima specie descritta formalmente, nel luglio del 2014. I suoi resti fossili risalgono al Chattiano, periodo dell'Oligocene, e sono stati ritrovati presso il Charleston International Airport, in Carolina del Sud. È la specie più grande detenendo un'apertura alare di almeno 6,4 metri (21 ft), vantando il record di più grande uccello che abbia mai volato.[11]

Sono stati rinvenuti altri numerosi resti parziali che potrebbero appartenere a Pelagornis, ma che a causa della loro frammentarietà non sono classificabili, principalmente a causa delle loro grandi dimensioni e dell'età del Miocene. Alcuni esemplari sono stati ritrovati nella Formazione Calvert del Maryland e della Virginia, risalenti al medio Miocene, e nella contemporanea Formazione Pungo River del Lee Creek Mine in Carolina del Nord (anche se probabilmente tutti i fossili non appartengono solo ad un presunto Pelagornis). Il campione USNM 244.174 (un tarsometatarso frammentario) è stato trovato nei pressi di Charleston, in Carolina del Sud e assegnato alla specie P. miocaenus, e il leggermente più piccolo tarso-metatarsale sinistro, del campione USNM 476.044, potrebbe appartenere alla stessa specie. Uno sterno rotto, ma abbastanza completo, probabilmente appartenente a Pelagornis, così come il campione LHNB (CCCP) -1, risalente tra il Serravalliano e il Tortoniano (Miocene), rinvenuto vicino a Costa da Caparica, in Portogallo. Vi sono anche alcuni esemplari dalla dubbia classificazione dalla Formazione Bahía Inglesa, dal Cile, e altri provenienti dalla Formazione Pisco dal Perù, risalenti tardo Miocene.